# Bruno (nombre)
Bruno es un nombre propio masculino de origen germánico en su variante en español. Proviene del germánico brünne, que quiere decir "peto, coraza".

## Santoral
6 de octubre: San Bruno, monje alemán fundador de la orden religiosa contemplativa de los cartujos.

## Bruno en otros idiomas
- Armenio: Բրունո (bruno).
- Catalán: Bru o Bruno.
- Coreano: 브루노 (beuluno).
- Croato: Bruno.
- Inglés: Bruce (brus) o Bruno.
- Español: Bruno.
- Francés: Bruno (bryno).
- Italiano: Bruno,[1] Bruna (femenino).
- Japonés: ブルーノ (burūno).
- Luxemburgués: Broen.
- Occitano: Brunon (brynu).
- Polaco: Bruno (brunɔ).
- Portugués: Bruno.
- Ruso: Бруно (bruno).
- Hebreo: ברונו (bruno).
- Chino:  布鲁诺 (Bù lǔ nuò)